# Podol
Podol (německy Podol) je malá vesnice, část města Jistebnice v okrese Tábor v Jihočeském kraji. Nachází se asi tři kilometry východně od Jistebnice. Podol leží v katastrálním území Orlov u Jistebnice o výměře 10,59 km².

## Historie
První písemná zmínka o vesnici pochází z roku 1291.

## Obyvatelstvo
| Rok            | 1869 | 1880 | 1890 | 1900 | 1910 | 1921 | 1930 | 1950 | 1961 | 1970 | 1980 | 1991 | 2001 | 2011 | 2021 |
| -------------- | ---- | ---- | ---- | ---- | ---- | ---- | ---- | ---- | ---- | ---- | ---- | ---- | ---- | ---- | ---- |
| Počet obyvatel | 142  | 122  | 87   | 107  | 105  | 86   | 76   | 70   | 71   | 72   | 59   | 37   | 28   | 18   | 29   |
| Počet domů     | 16   | 15   | 16   | 16   | 16   | 16   | 16   | 17   | 17   | 16   | 17   | 17   | 17   | 17   | 17   |

## Obecní správa
Při sčítání lidu v letech 1850–1974 Podol byl osadou obce Orlov, se kterým patřil nejprve do okresu Sedlčany, ale od roku 1950 v okrese Tábor. Od 1. ledna 1975 je částí města Jistebnice v okrese Tábor.

## Galerie

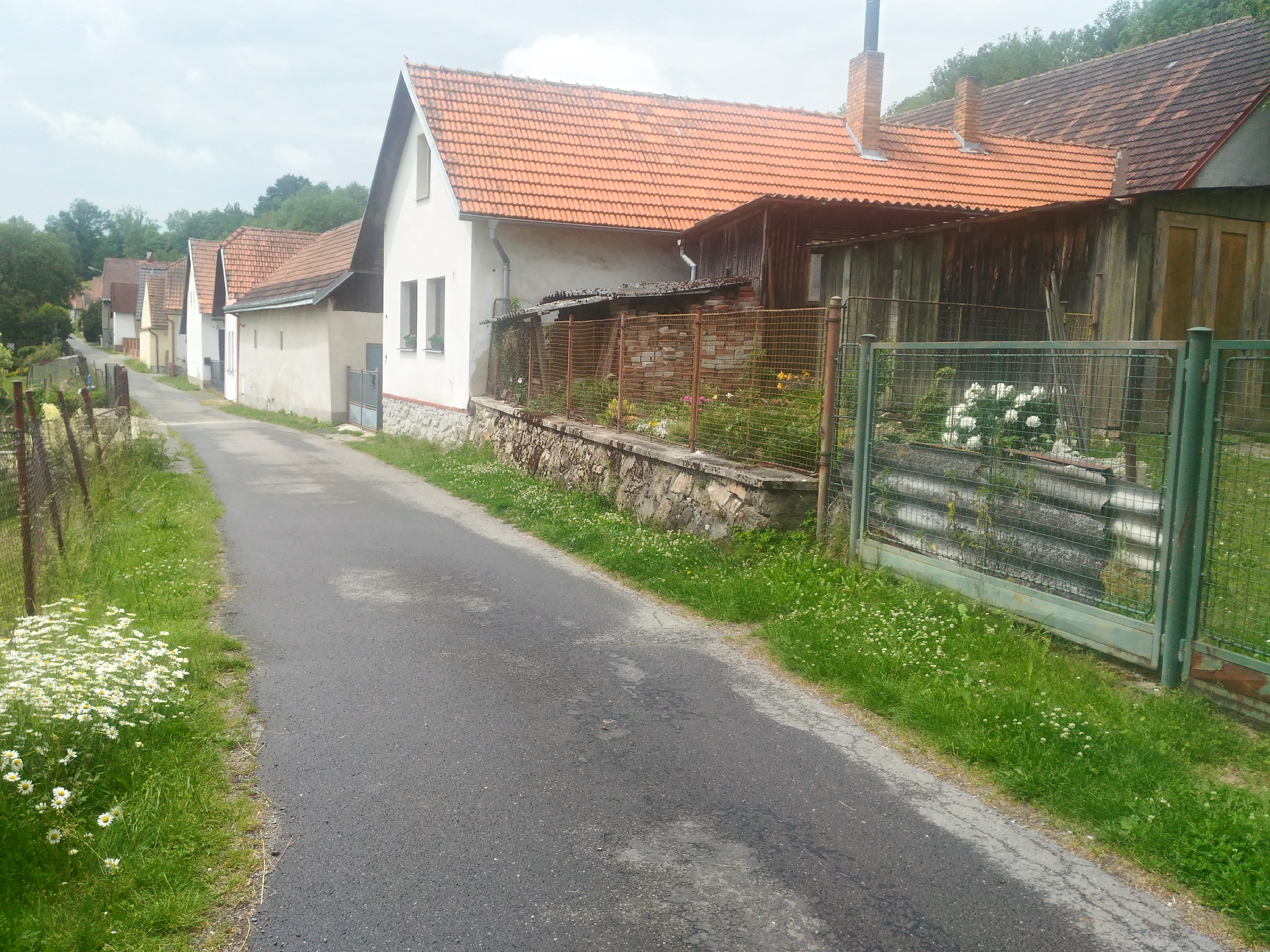
Domy
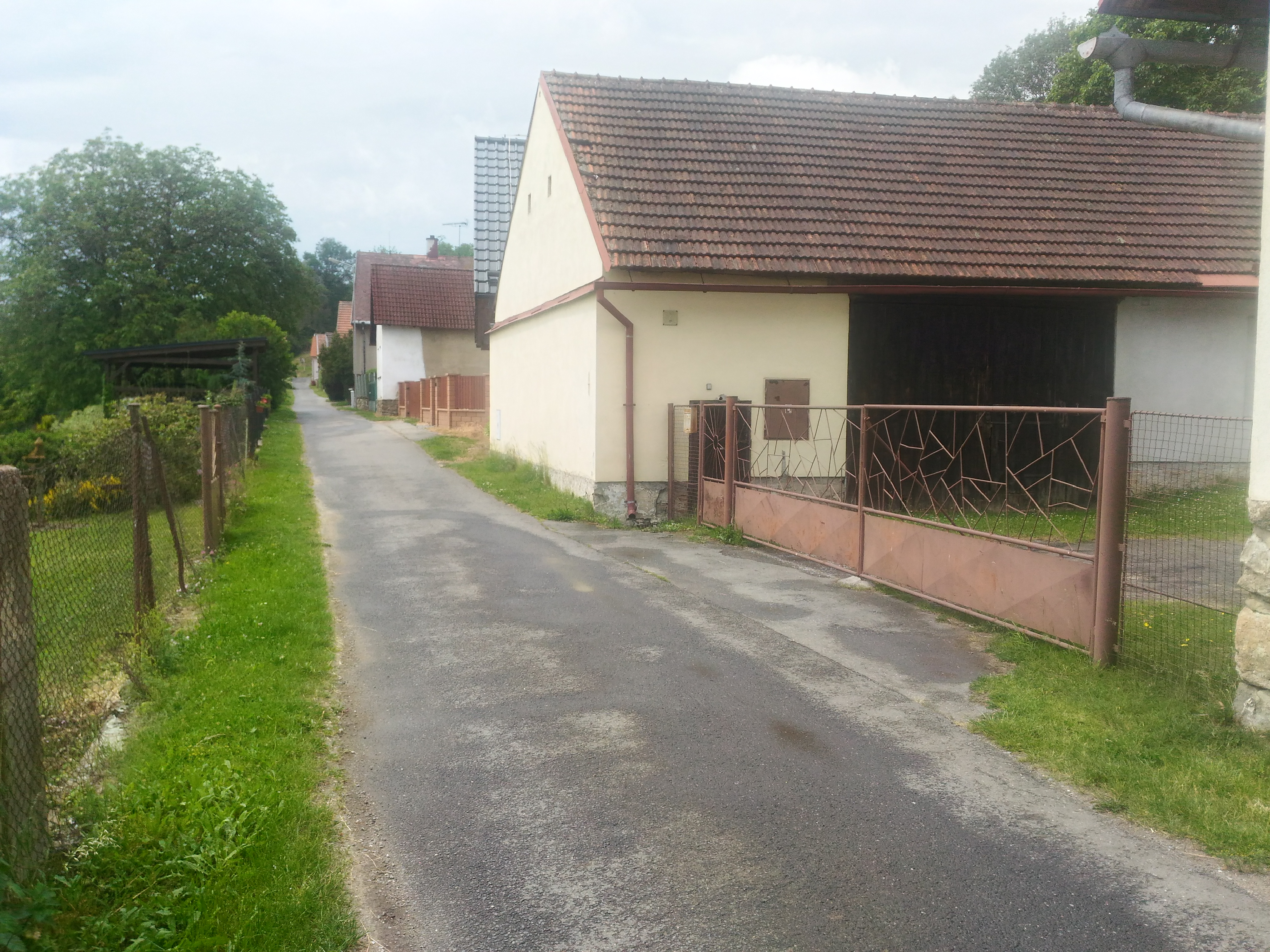
Domy
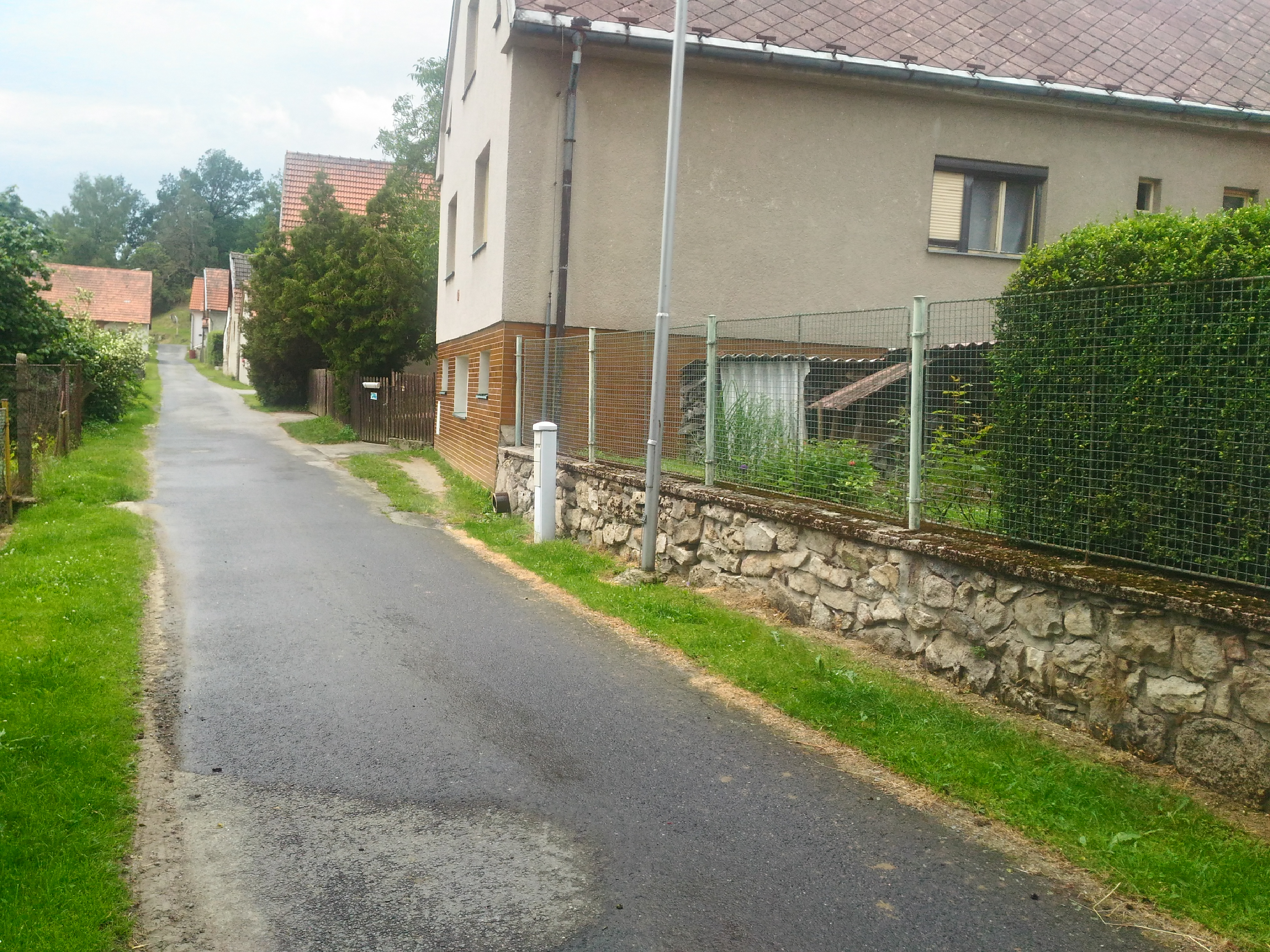
Cesta